# Galina Urbanóvitx
Galina Urbanóvitx   (Bakú, 5 de setembre de 1917 - Moscou, 8 de maig de 2011) fou una gimnasta artística russa que va competir sota bandera de la Unió Soviètica.
Nascuda a l'Azerbaidjan procedent d'una família lituana, és considerada la millor gimnasta femenina del món durant la dècada de 1940. La manca de competicions internacionals durant aquella dècada va fer que sols pogués destacar en els darrers anys de la seva carrera esportiva. Així, el 1952 va prendre part en els Jocs Olímpics d'Estiu de Hèlsinki, on disputà les set proves del programa de gimnàstica. Guanyà la medalla d'or en la competició del concurs complet per equips i la de plata en el concurs per aparells equips. També destaca la quarta posició aconseguida en l'exercici de terra i la cinquena en el concurs complet individual, el salt sobre cavall i la barra d'equilibris.
En el seu palmarès també destaquen vint-i-nou campionats soviètics, set individuals (1943-48, 1950), set d'anelles (1939, 1944, 1946, 1948-50, 1952), cinc de les barres asimètriques (1944, 1946, 1948-50), tres del cavall amb arcs (1943-1945), dos del salt sobre cavall (1943, 1948), dos de la barra d'equilibris (1947, 1948), dos de l'exercici de terra (1946, 1952) i un de barra fixa (1948).
El 2016 fou inclosa a l'International Jewish Sports Hall of Fame.